# Assedio di Shayzar
L'assedio di Shayzar venne combattuto nel 1138 tra le forze dell'Impero bizantino, guidate dal basileus Giovanni II Comneno, e le forze dell'emiro di Shayzar, Izz ad-Din ibn Munqidh, vassallo del atabeg (governatore) Zengi di Aleppo. Seppur conclusasi con una vittoria tattica dei turchi, rimasti padroni del campo alla ritirata dei crociati, la battaglia arrise ai bizantini che ottennero la formale sottomissione dell'emiro Izz ad-Din.

## Antefatto

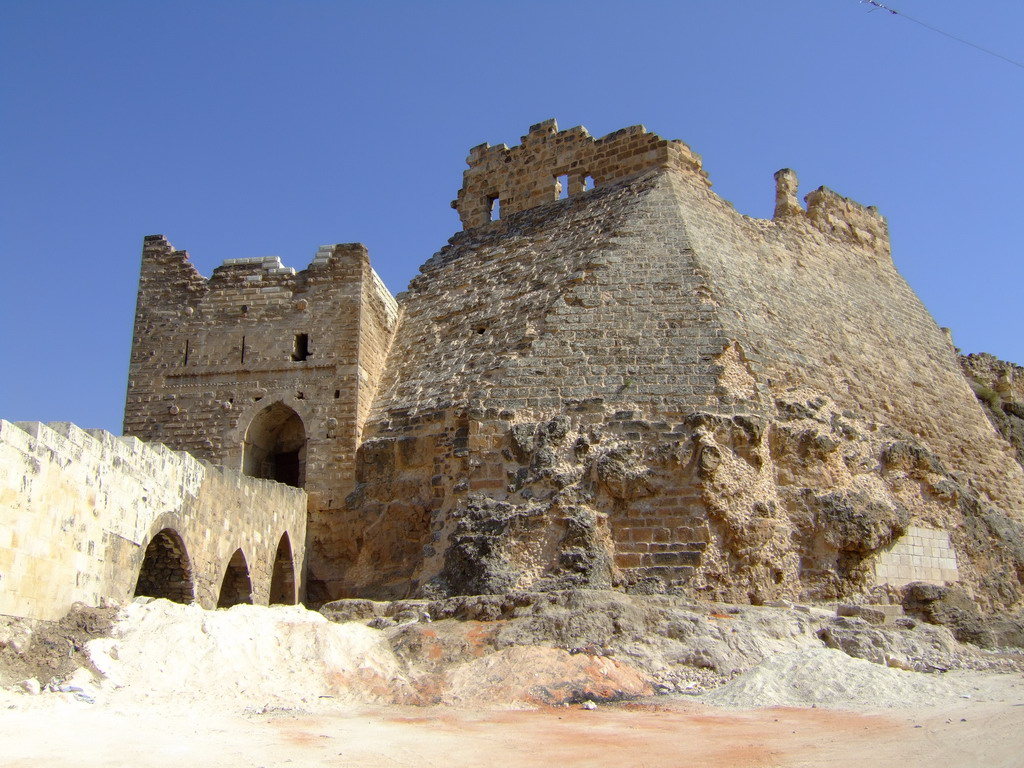
La fortezza di Shayzar

Salito al trono di Costantinopoli nel 1118, Giovanni II Comneno aveva proseguito la renovatio imperii avviata da suo padre Alessio I Comneno. Nelle province più orientali dell'impero, Giovanni II non si era però ritrovato a combattere i turchi selgiuchidi come suo padre, bensì i Danishmendidi, divenuti padroni dell'Anatolia non ancora riconquistata dai bizantini.
Per cinque anni, tra il 1130 ed il 1135, Giovanni II aveva mosso guerra al melik Gümüshtegin dei Danishmendidi, uccidendolo del 1134 e smantellando il suo dominio nel 1135. Sbarazzatosi della minaccia turcomanna in Anatolia, Giovanni II risolse di preoccuparsi dell'antica provincia bizantina di Siria, contesa tra gli Stati crociati ed il crescente potere del atabeg di Aleppo e Mosul, il turco Zengi.
Eliminata la minaccia dei turchi, Giovanni II poté prepararsi a riprendere i territori che considerava di diritto bizantini, anche se assoggettati al potere crociato: il regno della Piccola Armenia in Cilicia e il Principato d'Antiochia in mano ai normanni.
Nel 1137, Giovanni II mosse guerra ai Rupenidi, signori del regno della Piccola Armenia, in Cilicia, e li sconfisse. Il basileus radunò i suoi vassalli siriani e mosse verso il Principato di Antiochia, fondato da quel Boemondo d'Altavilla che aveva tradito l'accordo siglato con il padre di Giovanni II, Alessio Comneno. La minaccia del potente esercito bizantino costrinse il principe di Antiochia, Raimondo di Poitiers, alla resa. Abile politico, Giovanni II non solo riestese il potere di Costantinopoli su Antiochia con le armi ma curò anche di ottenere il nulla osta dal re Folco I di Gerusalemme, preoccupato dal potere di Raimondo.
Ad Antiochia, Giovanni II si accordò con Raimondo e con Joscelin II di Edessa per ottenere l'appoggio dei loro Cavalieri Templari nella lotta contro gli zengidi.

## Svolgimento

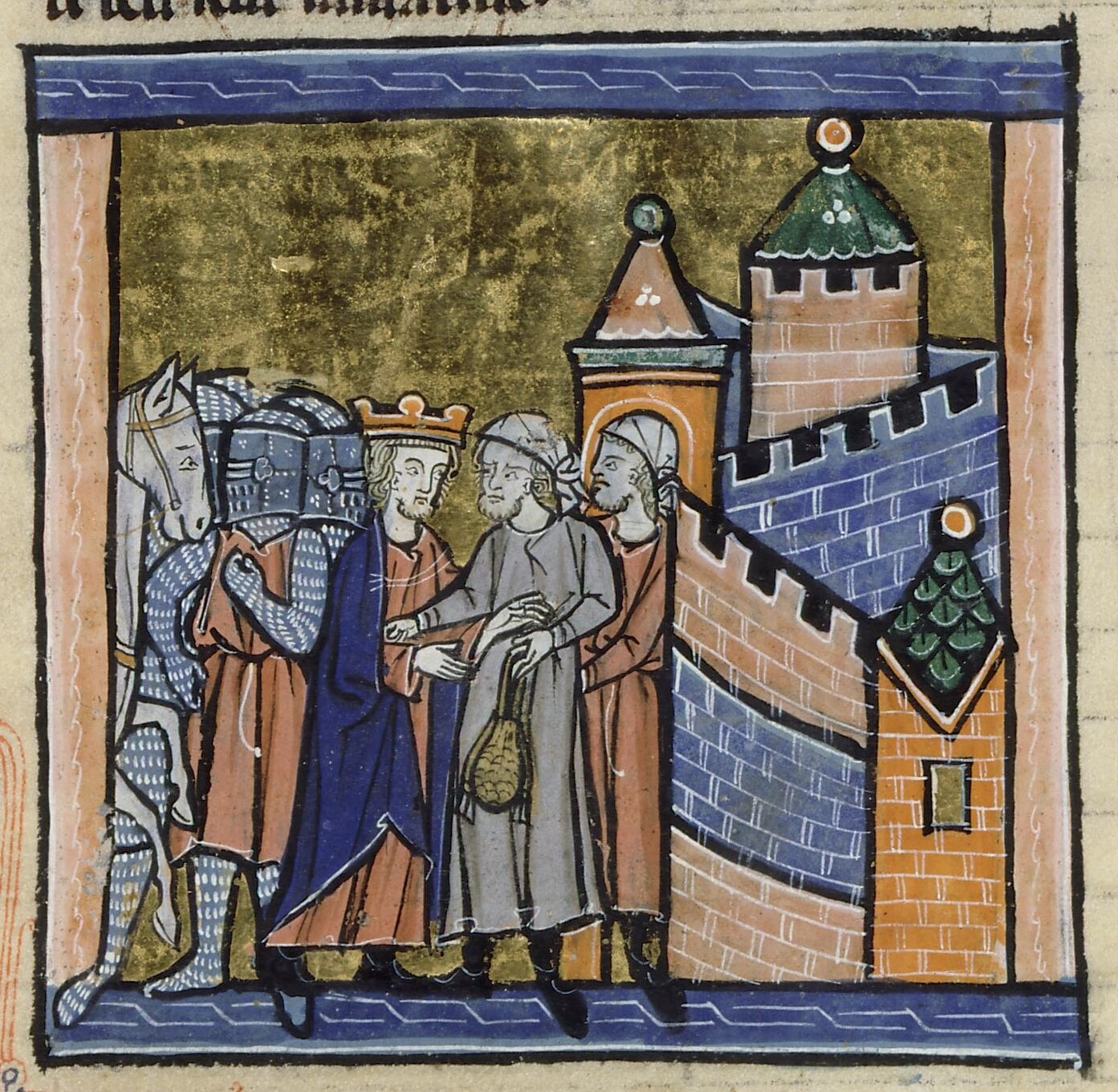
Giovanni II Comneno sotto le mura di Shayzar.

La campagna contro i musulmani iniziò con dei successi per i bizantini, che riuscirono a conquistare delle piccole città fortificate. Giovanni preferì infatti evitare lo scontro diretto con Zengi e rimandò così l'assalto ad Aleppo, in quel momento difficile da conquistare senza provocare pesanti perdite nelle file del suo esercito; il basileus risolse allora di isolare la capitale degli Zengidi conquistando sistematicamente le rocche circostanti alla metropoli fortificata.
I bizantini marciarono sulla città-fortezza di Shayzar, che controllava tutta la valle dell'Oronte (attuale Nahr al-ʿAsī), per bloccare una eventuale sortita di Zengi da Aleppo.
Giovanni fece circondare Shayzar e dette l'ordine al suo esercito di iniziare l'assedio. Mentre infuriava la battaglia, ciò che più il basileus temeva accadde: né Raimondo, né Joscelin, vollero combattere con lui per banali motivi di gelosia e di inespresso astio nei suoi confronti.
Quando giunse la notizia che Zengi si stava avvicinando, agli assedianti non restò altro da fare che levare le tende e sgomberare il terreno, salvando i pesanti trabucchi, essenziali per il buon esito degli assedi. Fortuna volle che, prima d'impartire l'ordine di ritirata, l'emiro di Shayzar, Izz ad-Din ibn Munqidh, ignaro dell'imminente arrivo di Zengi, offrì la pace a Giovanni, rassegnandosi a che la città diventasse tributaria all'Impero bizantino, e garantendo inoltre a Giovanni la restituzione della croce a suo tempo perduta da Romano IV Diogene a Manzicerta nel 1071.  L'imperatore accettò ed immediatamente ripiegò su Antiochia, evitando prudentemente di scontrarsi con l'esercito nemico che si stava avvicinando.

### Fonti cristiane
- Ioannis Cinnami Epitome rerum ab Ioanne et Alexio Comnenis gestarum, ed. A. Meineke, (Corpus Scriptorum Historiae Byzantinae), Bonn 1836.
- Niceta Coniata, Grandezza e catastrofe di Bisanzio, Milano, 1994, ISBN 88-04-37948-0.
- Anna Comnena, Alessiade, ed. B. Leib, Parigi, 1937 (libri I-III)-1976 (libro IV).
- Guglielmo di Tiro, Historia rerum in partibus transmarinis gestarum, ed. Columbia, 1943.

### Fonti arabe
- al-Kāmil fī l-tārīkh, ed. C.J. Tornberg, Beirut, 1982.
- Kamal ad-Din, Zubdat al-halab fi ta'rìkh Halab, ed. S. Dahhàn, Damasco, 1954.
- An Arab-Syrian Gentleman and Warrior in the Period of the Crusades; Memoirs of Usamah ibn-Munqidh (Kitab al i'tibar), ed. P.K. Hitti, New York, 1929.
- Ibn al-Qalanisi, Dhail ta'rìkh Dimashq, ed. Amedroz, Leiden, 1908.